# Chimarra crinobia
Chimarra crinobia är en nattsländeart som beskrevs av Wolfram Mey 1995. Chimarra crinobia ingår i släktet Chimarra och familjen stengömmenattsländor. Inga underarter finns listade i Catalogue of Life.